# Завод азотних добрив у Рувайсі
Завод азотних добрив у Рувайсі – підприємство хімічної промисловості, яке працює на заході емірату Абу-Дабі (Об’єднані Арабські Емірати).
В 1983 році на майданчику заводу стала до ладу перша черга, яка могла випускати 1300 тон аміаку та 2300 тон сечовини на добу. 
В 2013-му ввели в дію другу чергу, що збільшило добову продуктивність заводу до 3300 тон аміаку та 5800 тон сечовини.
Як сировину для виробництва аміаку використовують природний газ, що надходить по трубопроводу Хабшан – Рувайс.
Майже вся продукція заводу експортується за межі ОАЕ.
Проект реалізували через компанію FERTIL, засновниками якої виступили Abu Dhabi National Oil Company (ADNOC, мала 2/3 участі) та французький нафтогазовий гігант Total (1/3 участі). Станом на кінець 2010-х майданчик в Рувайсі належав компанії Fertiglobe, власниками якої є нідерландська хімічна група OCI (58%) та ADNOC (42%).